# Loránt Vincze

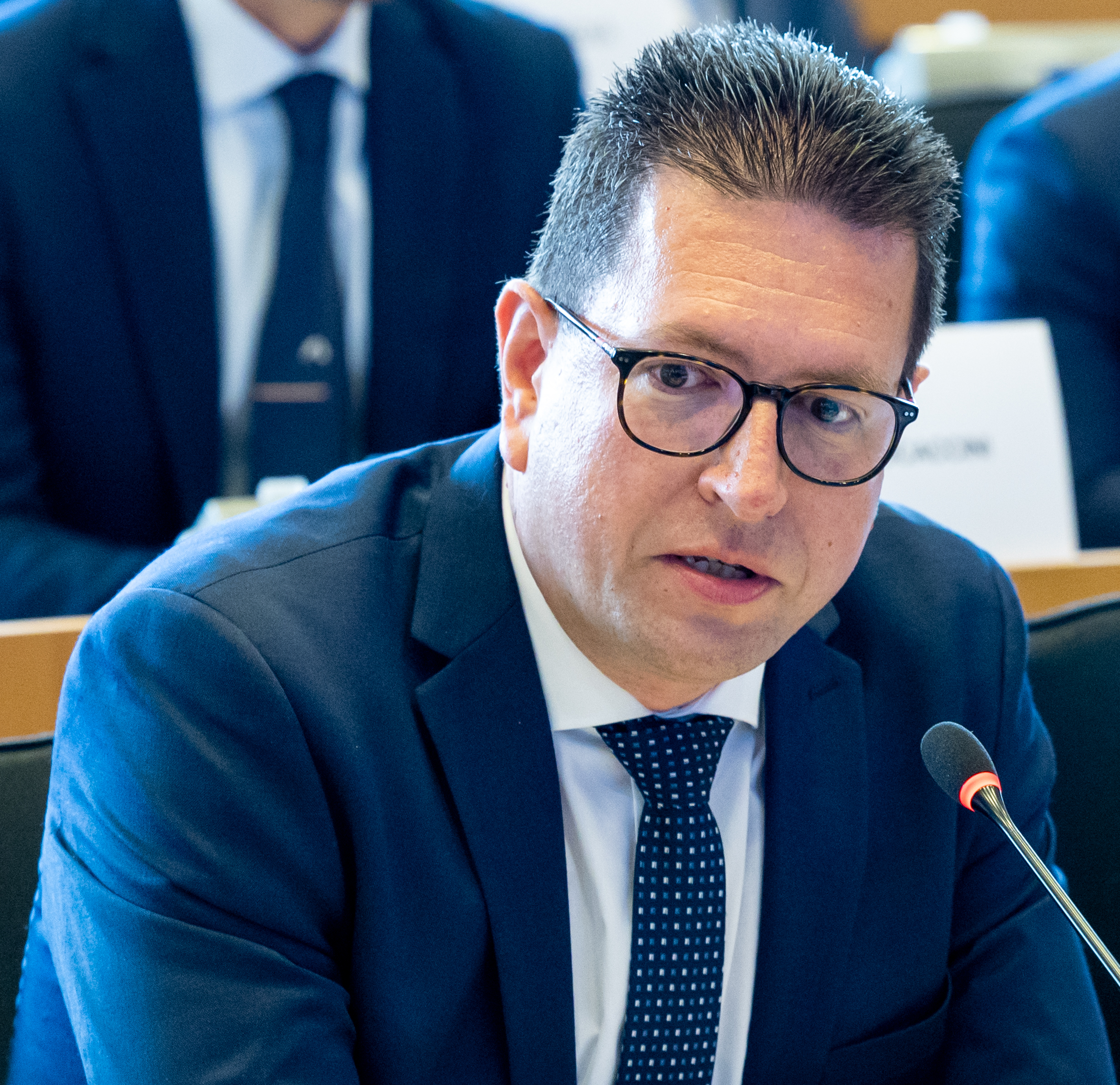
Loránt Vincze (2024)

Loránt Vincze (* 3. November 1977 in Târgu Mureș) ist ein rumänischer Journalist und Politiker der Demokratischen Union der Ungarn in Rumänien (UDMR/RMDSz). Seit 2016 ist er Präsident der Föderalistischen Union Europäischer Nationalitäten (FUEN), seit dem 2. Juli 2019 ist er Mitglied des Europäischen Parlaments der Europäischen Volkspartei in der Fraktion der Europäischen Volkspartei (Christdemokraten).

## Leben
Vincze besuchte das Farkas-Bolyai-Gymnasium in seiner Geburtsstadt. Anschließend absolvierte er ein Bachelor-Studium für Journalismus an der Babeș-Bolyai-Universität Cluj, einen Master in öffentlicher Verwaltung und E-Government erwarb er an der Universität Bukarest. Ab 1993 war er 16 Jahre lang als Radiojournalist für den öffentlich-rechtlichen Hörfunk in Neumarkt, Cluj und Bukarest in den ungarischsprachigen Redaktionen tätig. Ab 2005 war er Vertriebsleiter des Scripta-Verlages, dessen Geschäftsführer er von 2007 bis 2009 war. Außerdem war er Chefredakteur der im Scripta-Verlag veröffentlichten ungarischsprachigen Tageszeitung Új Magyar Szó (New Hungarian Word). Ab 2009 war er im Europäischen Parlament Mitarbeiter von Iuliu Winkler. 2011 wurde er Internationaler Sekretär der Demokratischen Union der Ungarn in Rumänien, für die er bei der Europawahl in Rumänien 2014 kandidierte.
Als Angehöriger der ungarischen Minderheit in Rumänien war er ab 2013 Vizepräsident der Föderalistischen Union Europäischer Nationalitäten (FUEN). 2016 wurde er als Nachfolger von Hans Heinrich Hansen zum Präsidenten der Föderalistischen Union Europäischer Volksgruppen gewählt. Im Juni 2019 wurde er in dieser Funktion für drei weitere Jahre für die Funktionsperiode bis 2022 bestätigt. Er ist Mitglied des Bürgerkomitees der Europäischen Bürgerinitiative Minority SafePack – eine Million Unterschriften für die Vielfalt Europas.
Nach der Europawahl 2019 wurde er in der mit 2. Juli 2019 beginnenden 9. Wahlperiode des Europäischen Parlamentes volles Mitglied im Ausschuss für konstitutionelle Fragen (AFCO) und im Petitionsausschuss (PETI) sowie stellvertretendes Mitglied im Ausschuss für bürgerliche Freiheiten, Justiz und Inneres (LIBE) für die Europäische Volkspartei (EVP) in der Fraktion der Europäischen Volkspartei (Christdemokraten). Seit der 9. Wahlperiode ist Vincze (Ko)-Vorsitzender der seit 1983 bestehenden Interfraktionellen Arbeitsgruppe Traditionelle Minderheiten, nationale Gemeinschaften und Landessprachen.